# Barthélemy Charles Joseph Dumortier
Barthélemy Charles Joseph Du Mortier (Tournai 3 d'abril del 1797-9 de juny del 1878) va ser un botànic, naturalista i polític belga. Com a polític va arribar a ser president de la cambra de diputats. El 1824 va crear el diari Le Courrier de l'Escaut, publicació crítica del govern de Guillem I dels Països Baixos. Va participar en la Revolució belga del 1830 del costat dels secessionistes.
Com a botànic el 1827 va publicar en llatí Florula Belgica, sobre la flora de Bèlgica. El 1829 Dumortier ja era reconegut com un dels grans naturalistes del Regne Unit dels Països Baixos, també estudià la zoologia i en aquest any va entra a l'Acadèmia reial de les ciències, lletres i belles arts de Bèlgica. L'any 1862, es va crear la Société Royale de Botanique de Belgique i Dumortier en va ser president. El 1869 va convèncer el Parlament de Bèlgica per crear un Jardí Botànic nacional i va comprar l'enorme herbari de Carl Friedrich Philipp von Martius. El model d'aquest jardí botànic nacional va ser el del Royal Kew Gardens.
El seu nom és l'epítet específic en el cas de les espècies de plantes Hemerocallis dumortieri (Hemerocallidoideae) i Stenocereus dumortieri (Cactaceae).
Segons alguns va ser Dumortier el descobridor de la divisió cel·lular, però rarament es considera que sigui així.

## Obres
- Commentationes botanicae. Observations botaniques.  Tournai: C. Casterman-Dieu, 1823.
- Observations sur les graminées de la flore de Belgique.  Tournai: J. Casterman, 1823.
- Analyse des familles des plantes, avec l'indication des principaux genres qui s'y rattachent.  Tournai: J. Casterman, 1829.
- Lettres sur le manifeste du Roi et les griefs de la nation, par Belgicus.  Tournai: J. Casterman, 1830.
- Sylloge Jungermannidearum Europae indigenarum, earum genera et species systematice complectens.  Tournai: J. Casterman, 1830.
- Recherches sur la structure comparée et le développement des animaux et des végétaux, Bruxelles, Editorial M. Hayez, 1832.
- Essai carpographique présentant une nouvelle classification des fruits Bruxelles, Editorial M. Hayez, 1835.
- La Belgique et les vingt-quatre articles, 1838.
- Observations complémentaires sur le partage des dettes des Pays-Bas.  Brussel·les: Société nationale, 1838.